# Haris Laitinen
Haris Antti Laitinen Donoukarás, född 5 december 1984 i Skarpnäck, är en svensk före detta fotbollsspelare. Han har tidigare spelat i Hammarby IF. 
Laitinens mor är finska och hans far är grek; han talar därför förutom svenska också finska och grekiska.

## Karriär
Laitinen flyttades upp i Hammarbys A-lag inför säsongen 2004 från farmarlaget Hammarby TFF i division 2. Han var 2006 utlånad till IFK Norrköping i Superettan. I februari 2010 skrev han på ett kontrakt med Assyriska FF. Därefter spelade han för AFC United. 
I juli 2013 skrev han på för division 2-laget Enskede IK. Efter säsongen 2013 blev han utsedd till "Årets mittfältare" i division 2. I januari 2014 tecknade han ett årslångt kontrakt med klubben.
I mars 2015 skrev Laitinen på för division 2-klubben Nacka FF.